# Pomaro Monferrato
Pomaro Monferrato (Pomà in piemontese /pʊ'mɑ/) è un comune italiano di 329 abitanti della provincia di Alessandria in Piemonte.

## Geografia fisica
Pomaro Monferrato è un piccolo borgo medievale sito nel Monferrato Casalese. Si sviluppa su un terreno di 1347 ettari alla quota di 142 metri di altitudine sul livello medio del mare. L'abitato, che si erge su un poggio a ridosso dell'imponente castello, è confinato dalla sponda destra del torrente Grana.
La sua posizione geografica delimita il confine tra la piana della Lomellina e il territorio collinare del Monferrato.

## Storia

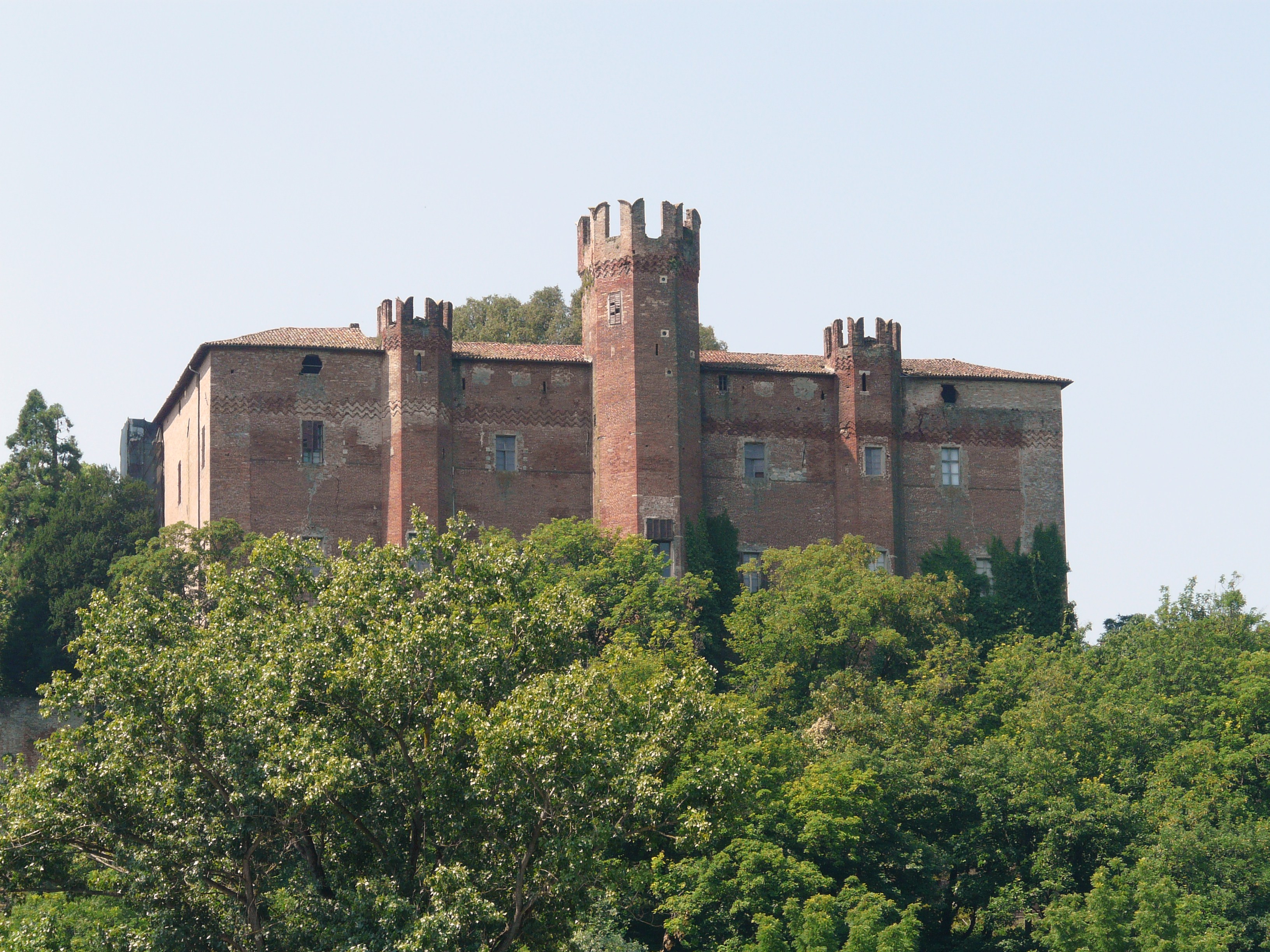
Il castello.

Il nome deriva da quello comune latino pomarium (‘pometo’) e infatti in Italia ci sono varie località che lo portano; abbiamo dunque Pomaro Piacentino, Pomaro nel Monferrato, Pomaro di Monte Acuto. Già esistente come accampamento romano, compare per la prima volta in un editto di Federico Barbarossa nel 1156. La storia di Pomaro Monferrato è strettamente legata alla storia del suo castello.
La data in cui furono posate le prime pietre del maniero non è nota con certezza ma, lo storico locale Giacinto Saletta ne il Ducato del Monferrato del 1711, attribuisce agli Aleramici la sua costruzione nel XII secolo.
All'epoca il castello fu eretto nel punto più alto del colle e rivolto a settentrione, inoltre le prime case costituenti il borgo erano raccolte entro un "receptum" costituito da un'opera muraria.
L'opera di cinta fu edificata sulla sommità del colle a scopo difensivo, ne è di testimonianza la torre di appostamento e parte del fossato all'entrata del castello.
L'antica torre di guardia, parte delle mura di cinta originarie, e un breve tratto del fossato all'entrata del castello, sono ancora visibili in prossimità della piazza centrale del paese.
La posizione strategica occupata dal borgo di Pomaro, posto su un'altura ai confini del marchesato dei Monferrato, ha fatto sì che fosse sempre al centro di continue tensioni e scontri per il controllo del territorio. Come testimonia Francesco Cognasso ne Il Piemonte nell'età Sveva, nel XIII secolo Pomaro fu merce di scambio tra i marchesi monferrini e Pavia.
Nel XV secolo, il paese sotto il potere dei Paleologi, fu coinvolto nella guerra tra questi ultimi e i Visconti, e venne invaso e saccheggiato da Francesco Sforza.
I Paleologi trasformarono, come riferisce B. Sangiorgio nella Cronica del Monferrato del 1636, il paese, il castello e il prospiciente parco, in una delle dimore più belle e confortevoli a disposizione dei marchesi del Monferrato.
Nel XVII secolo, durante i continui conflitti tra spagnoli e francesi Pomaro, nel 1536, diviene proprietà dei Gonzaga.
Nell'ottobre del 1637 l'esercito degli spagnoli, sotto il comando del marchese di Leganés, giunse in prossimità del castello e smantellò gran parte delle fortificazioni esterne.
Ma prima di penetrare nel borgo venne messo in ritirata dal sopraggiungere del duca di Créquy.
Nel settembre dell'anno successivo il Leganés ritentò l'impresa, questa volta ne uscì vittorioso, ma solo dopo aver minato il castello e le rimanenti fortificazioni.
I danni furono ingenti, come riporta un manoscritto del 1697 (archivio storico di Pomaro), del maniero, dopo lo scontro, rimasero solo un locale verso settentrione.
Nel 1685 il castello e il feudo di Pomaro divengono proprietà degli Ardizzone, i quali si mettono subito all'opera per, recuperare i resti dell'edificio rimasti intatti dopo l'attacco, e ricostruire le parti distrutte, al fine di trasformare l'edificio da baluardo difensivo a residenza aristocratica.
L'ultimo erede diretto degli Ardizzone si spegne nel 1734 così nel 1745, tramite una sentenza camerale, il feudo viene ceduto a Giuseppe Dalla Valle Ardizzoni.
Nel 1842 diviene signore di Pomaro Giuseppe Rolando Dalla Valle, sindaco di Casale Monferrato nel 1841.
L'opera, le attenzioni, gli abbellimenti di quest'ultimo nei confronti del paese, della popolazione, del castello e del giardino sono degni di menzione. Infatti in questi anni il paese è devastato da una terribile epidemia di colera e la popolazione decimata riesce a riprendersi grazie all'aiuto del marchese Dalla Valle, diventato senatore del Regno di Sardegna il 3 aprile 1848 (da una testimonianza del dott. A. Giorcelli tratta da Sulla epidemia cholerosa di Pomaro Monferrato del 1867). Alla sua morte la proprietà di Pomaro passò ai figli Luigi e Alessandro. Quest'ultimo sposò Paola, nata dai Baroni Guidobono Cavalchino Roero Sanseverino, dama di corte della regina Elena.
Alessandro si occupò con grande interesse del castello e del giardino, ma fu soprattutto la Marchesa Paola a dare un notevole impulso all'abbellimento del paese.
Inoltre a lei si devono le opere di restauro apportate nel 1929 dall'architetto Vittorio Tornelli, il quale intervenne rimuovendo gli intonaci esterni del castello e curando il parco adiacente.
Il 6 ottobre del 1935 viene inaugurato l'asilo, fatto costruire sempre grazie all'interesse della Marchesa Paola Dalla Valle.
Nel 1935 fu ospite della Marchesa la Regina Elena, la quale impressionata dalla bellezza del parco del castello, lo volle proclamare “il più bel giardino d'Europa”.
Alessandro e Paola Dalla Valle non ebbero figli e alla loro morte fu designato come erede del castello il Conte Carlo Calvi nel 1950.
Il 2 novembre del 1950, il Ministero della Pubblica Istruzione, in base all'articolo 71 della legge 1089 del 1939, mette sotto la tutela dello stato la tenuta e il castello di Pomaro, ritenendoli di notevole interesse storico e artistico.
Nel 1924 il Conte Calvi sposando Jolanda di Savoia, lega la storia di Pomaro a quella della Casa Reale.
L'ultimo erede Pier Francesco nel 1958 sposò l'attrice Marisa Allasio, con la quale visse stabilmente in Pomaro presso il castello fino agli anni settanta.
Dal 1982 il castello e il suo parco sono di proprietà privata.

### Simboli
Lo stemma e il gonfalone del comune di Pomaro Monferrato sono stati concessi con decreto del presidente della Repubblica del 22 giugno 2012.
Il gonfalone è un drappo di giallo con la bordatura di azzurro.

## Monumenti e luoghi d'interesse

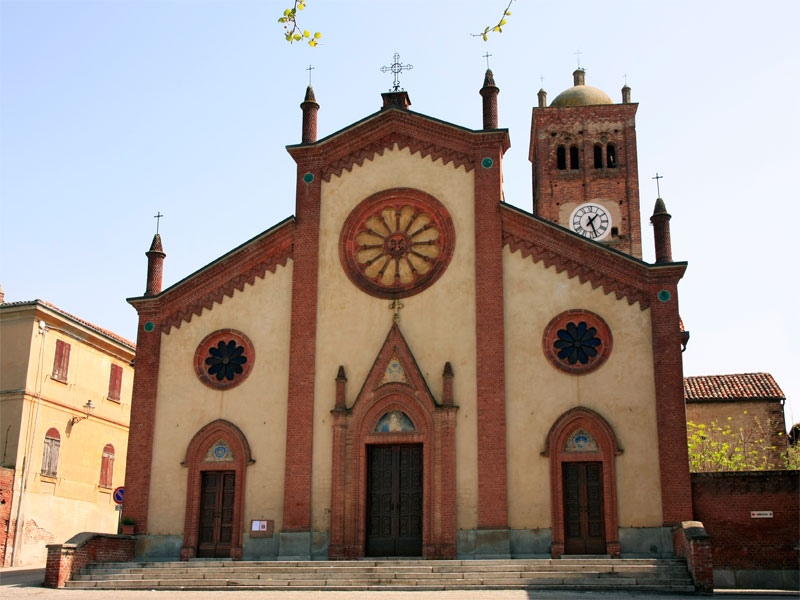
Parrocchiale di Santa Sabina

- Il castello Calvi di Bergolo, già Della Valle, ricostruito tra il 1650 ed il 1700, di proprietà privata
- Il palazzo del Corpo di Guardia (XIII-XIV secolo)
- La chiesa parrocchiale romanico-gotica di Santa Sabina con decorazioni in cotto sulla facciata
- La Zuncheiia, fontana di epoca napoleonica che si trova nelle campagne intorno al paese, nei pressi del cimitero

## Società

### Evoluzione demografica
Negli ultimi cento anni, il comune ha subito un forte decremento di popolazione, pari al 61% degli abitanti censiti nell'anno 1911.
Abitanti censiti

## Amministrazione
Di seguito è presentata una tabella relativa alle amministrazioni che si sono succedute in questo comune.
| Periodo        | Periodo        | Primo cittadino | Partito                         | Carica  | Note  |
| -------------- | -------------- | --------------- | ------------------------------- | ------- | ----- |
| 20 giugno 1985 | 22 maggio 1990 | Carlo Quartero  | Democrazia Cristiana            | Sindaco | [ 7 ] |
| 22 maggio 1990 | 24 aprile 1995 | Carlo Quartero  | lista civica                    | Sindaco | [ 7 ] |
| 24 aprile 1995 | 14 giugno 1999 | Carlo Quartero  | centro                          | Sindaco | [ 7 ] |
| 14 giugno 1999 | 28 marzo 2001  | Carlo Quartero  | lista civica                    | Sindaco | [ 7 ] |
| 28 maggio 2002 | 29 maggio 2007 | Giovanni Baldi  | lista civica                    | Sindaco | [ 7 ] |
| 28 maggio 2007 | 7 maggio 2012  | Mirco Amisano   | lista civica                    | Sindaco | [ 7 ] |
| 7 maggio 2012  | 11 giugno 2017 | Mirco Amisano   | lista civica Campanile          | Sindaco | [ 7 ] |
| 11 giugno 2017 | 12 giugno 2022 | Mirco Amisano   | lista civica Torre campanaria   | Sindaco | [ 7 ] |
| 12 giugno 2022 | in carica      | Fausto Capra    | lista civica Campanile e spighe | Sindaco | [ 7 ] |

## Galleria d'immagini

Il Castello di Pomaro Monferrato - archivio storico
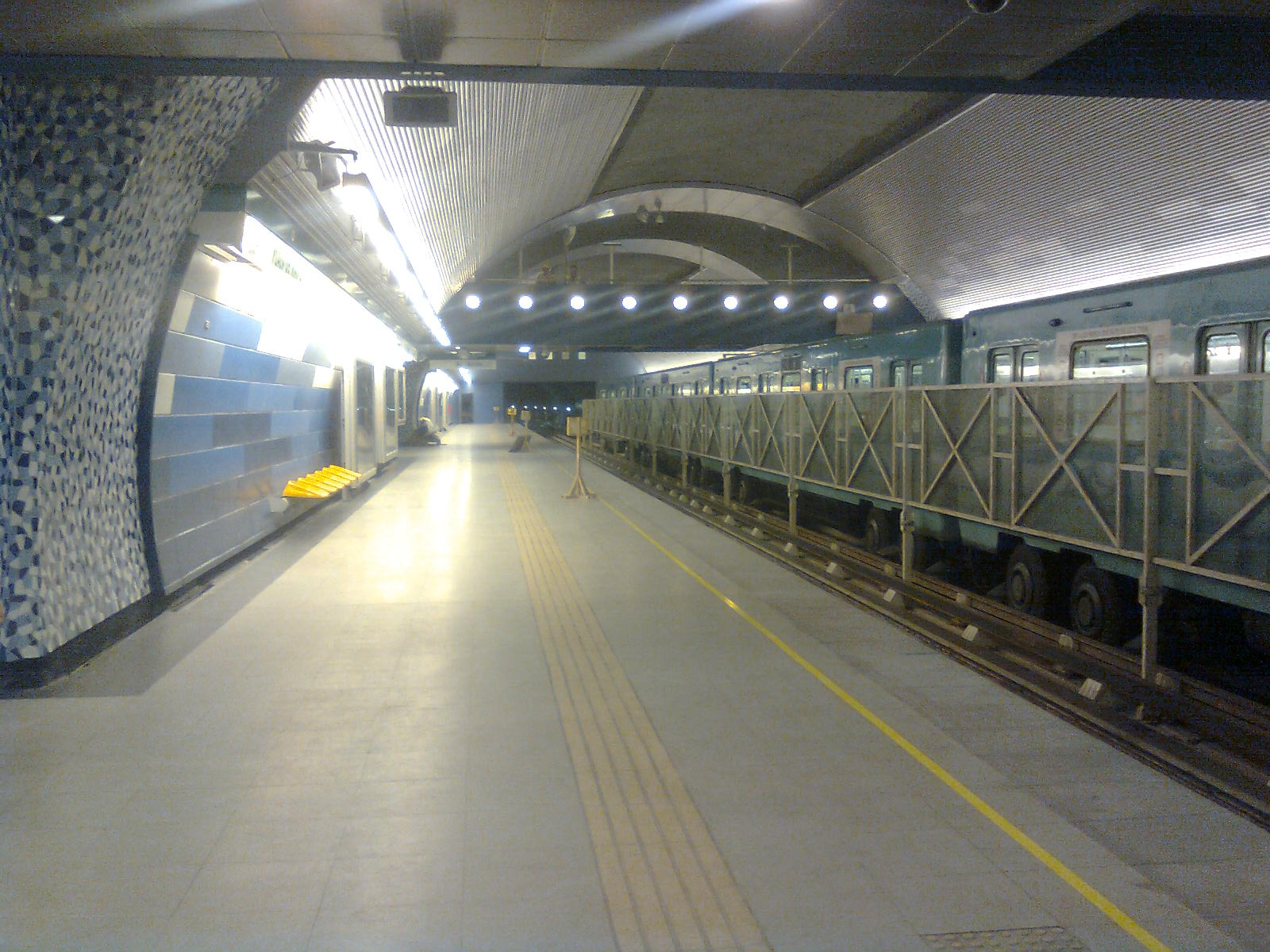
Il Paese - archivio storico